# Typhleotris pauliani
Typhleotris pauliani е вид лъчеперка от семейство Eleotridae. Видът е застрашен от изчезване.

## Разпространение
Разпространен е в Мадагаскар.